# Haemaphysalis indica
Haemaphysalis indica este o specie de căpușe din genul Haemaphysalis, familia Ixodidae, descrisă de Warburton în anul 1910. Conform Catalogue of Life specia Haemaphysalis indica nu are subspecii cunoscute.